# Nassella catamarcensis
Nassella catamarcensis är en gräsart som beskrevs av Maria Amelia Torres. Nassella catamarcensis ingår i släktet nassellor, och familjen gräs. Inga underarter finns listade i Catalogue of Life.